# حسن حنفي
حسن حنفي (23 فبراير 1935 - 21 أكتوبر 2021) هو مفكر مصري، وأستاذ جامعي يُعدّ واحدًا من منظّري تيار اليسار الإسلامي، وتيار علم الاستغراب، وأحد المفكرين العرب المعاصرين من أصحاب المشروعات الفكرية العربية.

## حياته
مارس التدريس في عدد من الجامعات العربية ورأس قسم الفلسفة في جامعة القاهرة. له عدد من المؤلفات في فكر الحضارة العربية الإسلامية. حاز على درجة الدكتوراه في الفلسفة من جامعة السوربون وذلك برسالتين للدكتوراه، قام بترجمتهما إلى العربية ونشرهما في عام 2006 م تحت عنوان: «تأويل الظاهريات» والتي أعدها سنة 1966 و«ظاهريات التأويل»، وقضى في إعدادهما حوالي عشر سنوات. عمل مستشاراً علمياً في جامعة الأمم المتحدة بطوكيو خلال الفترة من (1985-1987). وكان نائب رئيس الجمعية الفلسفية العربية، والسكرتير العام للجمعية الفلسفية المصرية.
في لقاء معه على قناة دريم 2 برنامج العاشرة مساء مع المذيعة منى الشاذلي قال أنه انتمى للإخوان المسلمين في مرحلة الثانوية والجامعة وأنه كان زميلا للمرشد السابق مهدي عاكف في شعبة باب الشعرية، لكنه تحول فكريا، قائلا أن ملفه في وزارة الداخلية مصنف تحت عنوان «إخواني شيوعي»، وأنه يدعو إلى اليسار الإسلامي، وقال أن الكثير من الأتراك والماليزيين والإندونيسيين الإسلاميين استفادوا من أفكاره وأطروحاته.

## التدرج الوظيفي
- مدرس فلسفة - كلية الآداب - جامعة القاهرة 1967 - 1973
- أستاذ زائر بجامعة تمبل بفيلادلفيا، 1971 – 1975
- أستاذ مساعد فلسفة - كلية الآداب - جامعة القاهرة، 1973 -1980
- أستاذ الفلسفة - كلية الآداب - جامعة القاهرة، 1981- 1995
- أستاذ زائر بجامعة طوكيو، اليابان، 1984 – 1985
- أستاذ زائر للفلسفة بكلية الآداب بفاس ـ المغرب، 1982 ـ 1984
- رئيس قسم الفلسفة - كلية الآداب - جامعة القاهرة، 1988-1994
- أستاذ متفرغ كلية الآداب - جامعة القاهرة، 1995 - 2021.

## أعماله
- سلسلة "موقفنا من التراث القديم:
- التراث والتجديد (4 مجلدات)
- من العقيدة إلى الثورة (1988)
- حوار الأجيال
- من النقل إلى الإبداع (9 مجلدات)
- موسوعة الحضارة العربية الإسلامية
- مقدمة في علم الاستغراب
- فيشته فيلسوف المقاومة
- في فكرنا المعاصر
- في الفكر الغربي المعاصر
- حوار المشرق والمغرب
- دراسات إسلامية
- اليمين واليسار في الفكر الديني
- من النص إلى الواقع
- من الفناء إلى البقاء
- من النقل إلى العقل
- الواقع العربي الراهن
- حصار الزمن

## الجوائز
حصل على جائزة الدولة التقديرية في العلوم الاجتماعية عام 2009
- جائزة النيل في العلوم الاجتماعية (2015).[11]
- جائزة المفكّر الحرفي دولة بولندا ( 2015)[12]

## أهم تلاميذه في مصر
في حوار مع إحدى المجلات المصرية[ما هي؟]
قال أن أهم تلاميذه في مصر:
- نصر حامد أبو زيد (1943-2010)
- علي مبروك الأستاذ المساعد بقسم الفلسفة، بكلية الآداب، جامعة القاهرة (1960-؟)
- كريم الصياد يشغل منصب أستاذ مساعد بقسم الفلسفة، بكلية الآداب، جامعة القاهرة (1981-؟)[13]

## وصلات خارجية
- حسن حنفي على موقع أرشيف الشارخ.
- مفكرون يبحثون عن إجابة لسؤال النهضة: د.حسن حنفي: الطريق إلى نهضة عربية يبدأ من الجماهير: 200 عام من التجريب والمحاولات الفاشلة للدخول إلي عصر النهضة، إسلام أون لاين، 31 ديسمبر 2007
- حسن حنفى: أنا شيوعى إخوانى وإخوانى شيوعى، اليوم السابع، 3 فبراير 2010